# Arbeiter Schachzeitung
Arbeiter-Schachzeitung – czasopismo szachowe, ukazujące się na terenach Niemiec, Austrii i Szwajcarii. Pismo było organem robotniczych klubów i stowarzyszeń szachowych. Najdłużej wydawane było w niemieckim w mieście Chemnitz (w latach 1912–1933).

## Deutsche Arbeiter-Schachzeitung
Deutsche Arbeiter-Schachzeitung – niemieckie czasopismo szachowe ukazujące się w latach 1909–1914. Wydawane było przez robotnicze kluby i stowarzyszenia szachowe. Było jednym z pierwszych pism popularyzujących grę w szachy wśród proletariatu.